# Un procès pour les étoiles
Un procès pour les étoiles (titre original : Illegal alien) est un roman de science-fiction écrit par l'écrivain canadien Robert J. Sawyer et publié en 1997.
Il a été publié en langue française en septembre 2001 aux éditions J'ai lu, collection Millénaires no 6068.
Le roman évoque la situation d'un extraterrestre meurtrier, jugé par une juridiction humaine, avec toutes les conséquences possibles, y compris le traitement judiciaire, politique et « stellaire » de sa culpabilité.

## Résumé

### Contact avec les extraterrestres et meurtre du scientifique
Huit extraterrestres (dont un décédé) sont dans l'obligation de se poser sur Terre (plus précisément en Californie) et de révéler leur existence à la suite d'une avarie de leur vaisseau spatial survenue alors qu'ils traversaient la Ceinture de Kuiper.
Des forces armées américaines sont dépêchées sur les lieux, et Frank Nobilio, le conseiller scientifique du président des États-Unis, est chargé d'établir le « Premier contact » entre Humains et Tosoks, comme les aliens disent s'appeler. Après de nombreux essais et tâtonnements, les deux espèces parviennent à communiquer et à élaborer un vocabulaire commun et une grammaire commune.
Au nom de l'Humanité et des États-Unis, Frank Nobilio informe les sept Tosoks vivants que tout va être fait pour qu'une assistance technique leur soit donnée, en échange de certaines de leurs connaissances technologiques. Le huitième Tosok a été placé en cryogénie au sein du vaisseau à la suite de son décès durant les travaux de réparation dans l'espace.
Les travaux de réparation doivent durer deux ans, et les Hommes aident matériellement les Tosoks dans leurs réparations. Le chef de l'équipage Tosok, Kelkad, en profite pour faire une tournée des principales villes terriennes.
Environ une année après l'arrivée des aliens sur Terre, un scientifique humain, Cletus Calhoun, qui s'était lié d'amitié avec un des extraterrestres prénommé Hask, est sauvagement assassiné chez lui. Son corps est notamment démembré et certains organes ont été emportés. Les premiers indices relevés par les enquêteurs humains (traces de pas dans et aux abords de l'habitation, nombreuses traces de sang, etc.) semblent désigner Hask comme étant l'assassin.

### Le procès
À la demande des autorités américaines, Hask est placé en détention provisoire, risquant la peine de mort pour assassinat. Frank fait désigner Dale Rice comme avocat (Dale étant un avocat Noir spécialisé dans la question de la protection des droits civiques). Tous deux tentent de prouver l'innocence de l'extraterrestre.
Le procès a lieu à la Cour criminelle de Los Angeles et, conformément à la loi américaine, il y a constitution d'un jury puis un long examen des éléments de l'enquête.
La défense de Hask par Dale et Frank est d'autant plus difficile qu'en plus des indices matériels, lors de son interrogatoire à l'audience, Hask reste totalement mutique et ne conteste même pas les charges relevées à son encontre !
Dale Rice va essayer d'insinuer le doute dans l'esprit des jurés, évoquant l'hypothèse d'un coup monté, et que ce soit le chirurgien Tosok qui ait commis le meurtre.

### Psychologie des Tosoks et basculement du procès
Dale fait aussi observer aux membres du jury que les Tosoks, selon leurs propres déclarations, ignorent la notion de mensonge, et que leur civilisation était pacifique au point de ne pas connaître le meurtre non plus.
Par ailleurs il fait observer que les Tosoks considèrent l'intérieur d'un corps comme sacré, produit du divin. La connaissance de l'intérieur d'un corps Tosok est interdite, à l'exception des opérations chirurgicales. Ne se pourrait-il pas qu'un Tosok soit un « déviant » (le commandant Kelkad ? le chirurgien Stant ? un autre Tosok), s'étant délecté de voir l'intérieur d'un corps humain ?
Plus tard, Dale Rice énonce l'hypothèse que le Tosok décédé ne soit pas mort : et si c'était lui le coupable ? a-t-on vérifié sa mort ? a-t-on fait une perquisition du vaisseau spatial ?
À cet instant, Hask annonce, soudainement et à la stupéfaction de son avocat, qu'il souhaite changer son système de défense. Au système de défense tendant à un acquittement, il dit accepter sa culpabilité et « plaider coupable ». Compte tenu de cet événement, l'avocat demande une suspension d'audience d'une journée entière, accordé par le président de la Cour.
En secret, Hask explique alors à Dale et Franck que le huitième Tosok, Siltar, n'était pas mort, comme tout le monde le croyait, et qu'il est actuellement caché en Arctique !

### Dénouement et révélations finales
Franck et Dale, dirigés par Hask, se rendent alors en Arctique par avion pour rencontrer Siltar. Là, Hask et Siltar leur expliquent que par suite de croyances religieuses, les six autres Tosoks, dans le but de protéger l'espèce Tosok, vont détruire l'Humanité et de manière générale toute vie intelligente sur Terre dès que le vaisseau spatial aura été réparé. Si le meurtre individuel n'existe effectivement pas dans la culture Tosok, en revanche le « génocide préventif » est admis ! Le génocide des Humains est donc prévu dans très peu de temps par Kelkad et ses collègues. D'ailleurs l'espèce Tosok a déjà anéanti la vie sur d'autres planètes…
Au regard de ces éléments, il était donc vital, dans le cadre de l'éventuelle survie de l'Humanité, que les autres Tosoks ignorent que Siltar, opposé à la destruction de l’Humanité, était vivant.
Hask reconnaît qu'il est bien responsable de la mort de Cletus Calhoun, non dans le but de le tuer, mais dans le but de l'examiner. Il voulait savoir, sur le plan scientifique, si les Humains étaient formés conformément aux prescriptions de leur Dieu ; il recherchait le caractère divin de l'Homme dans les entrailles de Cletus, ce qui aurait eu pour conséquence de faire renoncer les autres Tosoks au génocide prévu.
De retour en Californie, Franck fait arrêter les six Tosoks. Kelkad découvre la trahison de Hask et tente de le tuer ; durant la bagarre sanglante entre les deux aliens, c'est Hask qui tue Kelkad dans un geste de légitime défense. Les autres Tosoks sont emprisonnés.
Dans le dernier chapitre, qui a lieu plusieurs mois après les événements précités, des extraterrestres d'une autre planète (non Tosok) se présentent aux Humains, et expliquent qu'eux aussi ont fait l'objet d'une tentative de génocide par les Tosoks. Néanmoins ils ont pu riposter et pourchassent les Tosoks à travers la Voie lactée. Ils demandent aux Humains qu'on leur remette les Tosoks afin qu’ils soient jugés pour leurs crimes. Dale Rice, avocat jusqu'au bout des ongles, se propose alors pour prendre la défense des cinq Tosoks !

## Signification du titre
À l'issue de la lecture, le lecteur comprend la double signification du titre original du roman : l'« Illegal alien » du titre est non seulement l'extraterrestre Hask qui a commis un acte illégal, mais aussi Siltar qui s'est caché en Arctique sans que les Humains ni les six autres Tosoks ne le sachent (Illegal alien signifie donc ici « Extraterrestre en situation irrégulière »).

## Distinction
L'auteur s'est vu attribuer au Japon le prix Seiun du meilleur roman étranger 2003.